# Gmina Prescott (Iowa)
Gmina Prescott (ang. Prescott Township) – gmina w USA, w stanie Iowa, w hrabstwie Adams. Według danych z 2000 roku gmina miała 433 mieszkańców.